# Культура Полоцько-Смоленських довгих курганів

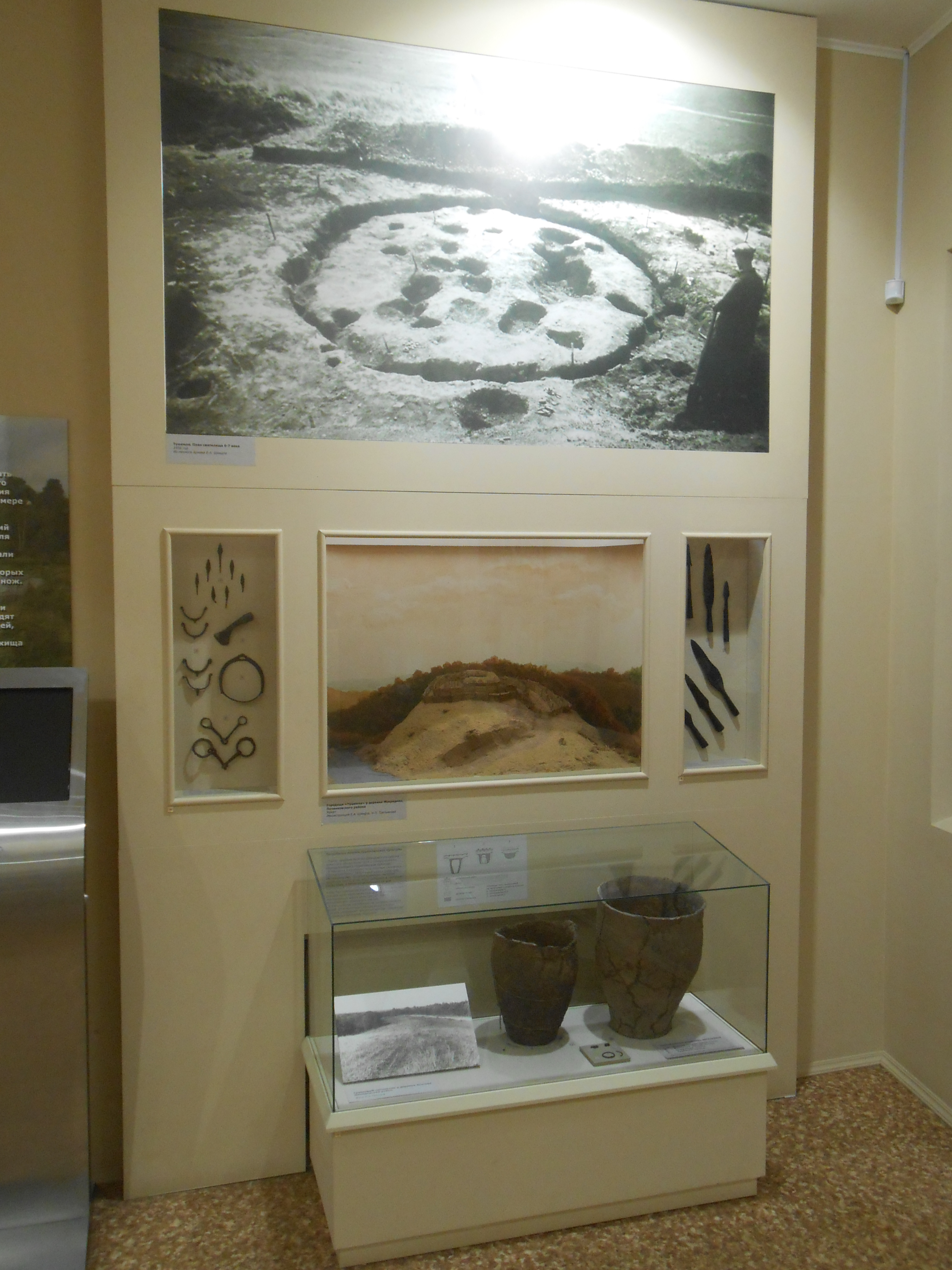
Стенд Полоцько-смоленської довгокурганної культури в Смоленському історичному музеї

Культура Полоцько-Смоленських довгих курганів — ранньосередньовічна балтська археологічна культура, що існувала в VIII—X століттях в поріччі Західної Двіни, і також в західній частині Дніпровсько-Двінського межиріччя, в басейнах річок Улли, Касплі і Березини.
Основні пам'ятники розташовуються в долинах великих річок, в заплавах і низьких надзаплавних терасах, на теплих схилах берегів річок і озер. У більшості випадків кургани розташовані в безпосередній близькості від селищ, дослідники звертають увагу на повну відсутність курганів навколо Полоцька — західного центру смоленсько-полоцьких кривичів.

## Характерні особливості
Похоронні насипи подовженої форми, з IX століття їм на зміну прийшли круглі кургани (видимо під впливом скандинавів), що в деталях повторюють похоронний обряд довгих курганів. Поховання за обрядом трупоспалення. Малочисельний і невиразний інвентар, відсутність дорогих предметів, престижного імпорту і елітних поховань.
Більшість курганів розташоване на м'яких ґрунтах, з відсутністю коренів дерев, що свідчить про відсутність у їх носіїв сільськогосподарських знарядь з залізними наконечниками. У чоловічих похованнях, часто зустрічаються залишки кремації коня(притаманне балтомовним культурам, подекуди до початку християнізації та ранніх етапів християнства на даній території). Поселення поблизу курганів були недовготривалим, з відсутністю культурного шару. Розміри курганних груп невеликі до 15 насипів по 1-4 поховання в кожній. Все це свідчить про відсутність інтенсивних систем землекористування. Вогненно-підсічне землеробство не грало важливу роль в господарстві носіїв культури. Практично всі поховання знаходяться поблизу поселень тушемлінсько-банцеровської культури.
Незважаючи на різке збільшення кількості срібла в Смоленській Наддніпрянщині в першій половині — середині X століття, в похованнях культури воно не стало зустрічатися частіше, ніж в VIII—IX століттях. Переважна більшість цих знахідок складають ножі групи IV, складальні односторонні гребені, литі тридирчаті й ромбоподібні підвіски, а також плетені ланцюжки, на яких носили ромбоподібні підвіски. Іншим видом товару, яким Гньоздово торгувало з носіями культури, цілком ймовірно, є скляний бісер. У смоленських довгих курганах бісер присутній майже у всіх достовірних похованнях X століття з намистом, складаючи в них 50-99 % усіх намист. До того ж найскладніші у виготовленні і дорогі різновиди скляних намист (мозаїчні, глазчаті, з металевою прокладкою), а також намиста з напівкоштовних каменів, широко представлені в Гньоздово і на деяких ранніх давньоруських пам'ятниках нижчого рангу, до носіїв вказаної культури в X столітті майже не надходили.